# ميونيخ إس-بان
ميونيخ إس-باهن ( الألمانية: S-Bahn München) هو نظام نقل بالسكك الحديدية الكهربائية في ميونيخ ، ألمانيا. " S-Bahn " هو الاختصار الألماني لـ Stadtschnellbahn (حرفيًا، "قطار المدينة السريع")، ويمتلك خط S-Bahn في ميونيخ خصائص كل من أنظمة النقل السريع والسكك الحديدية للمسافرين.
يتم تشغيل شبكة اس بان ميونيخ بواسطة شركة تابعة لـ DB Regio Bayern ، وهي شركة تابعة لشركة السكك الحديدية الوطنية الألمانية، Deutsche Bahn. تم دمجها في جمعية النقل والتعريفات في ميونيخ ( Münchner Verkehrs- und Tarifverbund ، MVV) ومترابطة في جميع أنحاء المدينة مع مترو ميونيخ المملوك محليًا. يغطي خط S-Bahn اليوم معظم المنطقة المأهولة بالسكان في منطقة ميونيخ الحضرية التي يبلغ عدد سكانها حوالي 3 ملايين نسمة. من حيث طول النظام، يعد نظام S-Bahn في ميونيخ رابع أكبر نظام في ألمانيا، بعد نظام S-Bahn في راين نيكار ونظام S-Bahn في راين رور ونظام S-Bahn في ميتلدويتشلاند .
تم إنشاء خط قطار اس بان ميونيخ في 28 مايو 1972م. كان القصد من ذلك أن يكون جزءًا من المخطط لتوفير نظام نقل مناسب خلال دورة الألعاب الأولمبية الصيفية عام 1972 التي أقيمت في ميونيخ من خلال ربط خدمات قطار الضواحي الموجود مسبقًا في غرب وشرق المدينة عبر نفق جديد من محطة قطار ميونخ إلى محطة القطار الشرقية.

## خطوط

### نظام

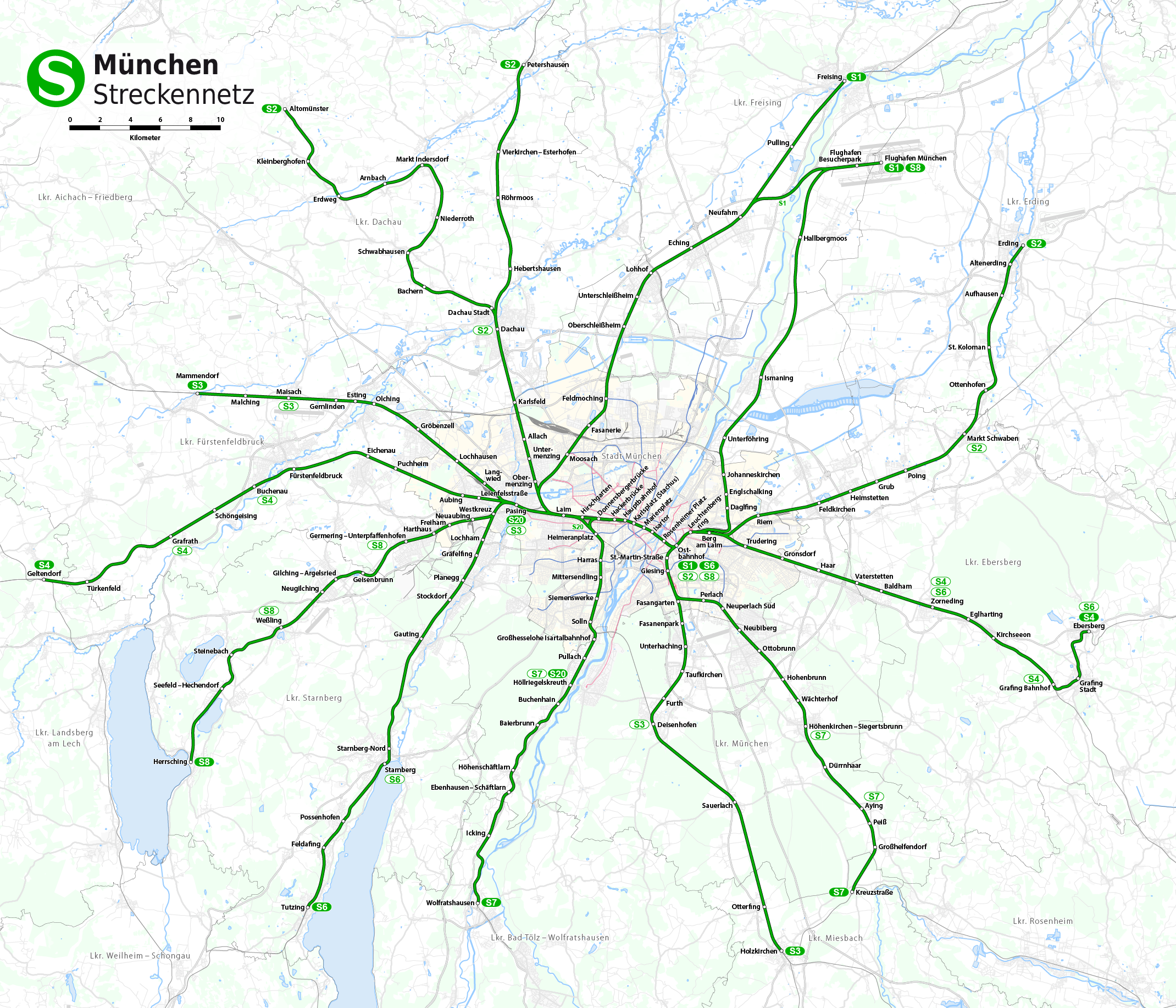
شبكة قطارات ميونيخ S-Bahn منذ عام 2009م.

يتكون النظام من سبعة فروع في الغرب، تم ترقيمها أصلاً من الشمال إلى الجنوب من S1 (باتجاه Freising) إلى S7 (باتجاه Wolfratshausen). وهي مرتبطة بالفروع الشرقية الخمسة.
تغيرت المتطلبات التشغيلية عدة مرات، خاصة بسبب امتدادات الخطوط، مما أدى إلى ترقيم غير منتظم في الفروع الشرقية. ينتهي خطان في محطة ميونيخ الشرقية (Ostbahnhof)، وهما حالياً S1 وS6.
أُجري أول تغيير في يونيو 1991، عندما تم نقل فرع إيبيرسبيرج Ebersberg من S4 إلى S5 لتقليل وقت السفر من وإلى هيرشينج Herrsching.
أما الخط المؤدي إلى فولفراتسهاوزن Wolfratshausen، فكان يُسمى في البداية S10، ولكن عند توصيله بالخط الرئيسي، تم تغييره إلى S7.

### التردد

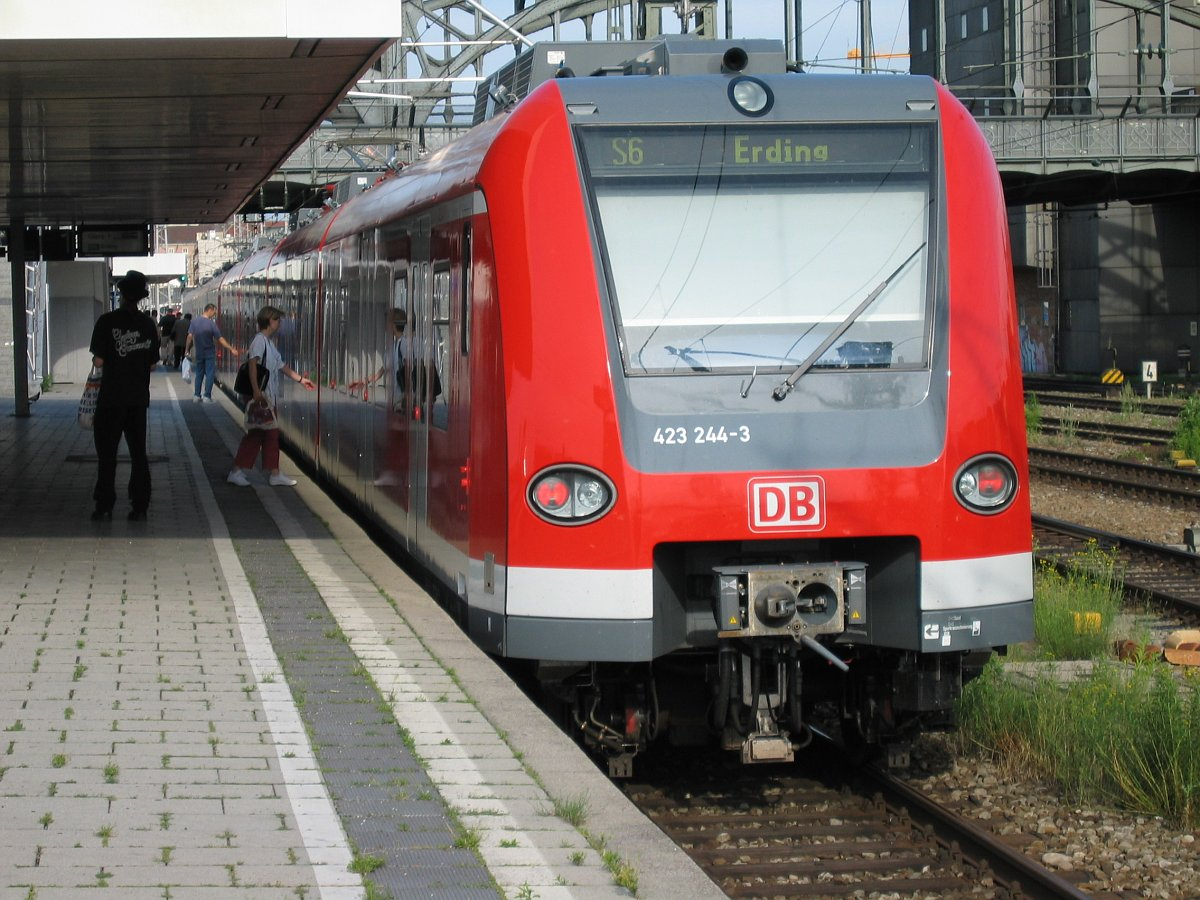
قطار إس-بان ميونخ ET 423 244.

يأتي قطار اس بان ميونيخ كل 20 دقيقة. في أجزاء من بعض الفروع خلال ساعات الذروة، يأتي قطار كل 10 دقائق. هناك حالة خاصة وهي الخط المتجه إلى إردينج، حيث يسير في أيام الأسبوع مزيج من القطارات السريعة من إردينج وقطارات S-Bahn العادية من ماركت شوابن في أوقات الذروة الصباحية، مما ينتج عنه تردد مدته 10 دقائق غرب محطة ميونيخ الشرقية. توجد أيضًا قطارات إضافية عرضية على القسم الغربي من S4 وعلى S1 بين فريسينج وميونيخ خلال ساعة الذروة، والتي لا تستمر بعد محطة القطار الرئيسية (لا تمر عبر نفق الخط الرئيسي). في بعض الفروع، لا يصل أحد القطارات الثلاثة إلى المحطة النهائية في أوقات الذروة، وبالتالي فإن القطارات في هذه الأقسام الخارجية تصل إلى المحطة النهائية كل 20 أو 40 دقيقة بالتناوب. الخط S8 متاح على مدار الساعة طوال أيام الأسبوع (باتجاه المطار فقط).